# Aileu
Aileu es una ciudad de Timor Oriental, a 47 km al sur de Dili, la capital del país.

## Datos básicos
La ciudad de Aileu tiene 17.326 habitantes y es la capital del distrito homónimo.

## Historia
Cuando Timor era provincia ultramarina portuguesa, Aileu era conocida como Vila General Carmona.
- Datos: Q405087
- Multimedia: Aileu Vila / Q405087